# Курилов Станіслав Васильович
Станіслав Васильович Курилов (17 липня 1936 — 29 січня 1998) — радянський, канадський та ізраїльський океанограф, письменник. Відомий завдяки своїй утечі з СРСР, коли він вистрибнув за борт радянського круїзного лайнера у відкритий океан.

## Біографія
Народився в 1936 році в місті Орджонікідзе. Дитинство провів в Семипалатинську, де навчився плавати; в 10-річному віці переплив Іртиш. Намагався без документів влаштуватися юнгою на Балтійський флот. Відслужив в армії хімічним інструктором саперного батальйону.
Курилов вивчав соціальну психологію в Російському державному педагогічному університеті імені О. І. Герцена, закінчив морехідне училище, закінчив Ленінградський гідрометеорологічний інститут за фахом «Океанологія». Після того працював у філії Інституту океанології Академії Наук СРСР в Ленінграді, був інструктором з глибоководного занурення в Інституті біології моря у Владивостоці. Вивчав йогу за самвидавськими публікаціями. Намагався отримати дозвіл поїхати в закордонне відрядження, проте йому в цьому вперто відмовляли з різних причин, в тому числі, у зв'язку з тим, що у нього жили родичі за кордоном (його рідна сестра вийшла заміж за індійця і поїхала зі своїм чоловіком в Індію, а потім у Канаду).

### Утеча з СРСР
Не маючи можливості легально покинути СРСР, Станіслав Курилов став готуватися до втечі. Ця думка зріла в ньому довго, а знайшла вихід спонтанно, коли він побачив оголошення про круїзний тур на лайнері «Радянський Союз», що в грудні 1974 року прямував із Владивостока до екватора і назад без заходу в порти. Оскільки теплохід не заходив в іноземні порти, для участі в круїзі не була потрібна виїзна віза.
Розрахувавши по карті оптимальний маршрут, уночі 13 грудня 1974 року Станіслав стрибнув з корми з висоти понад 12 метрів. Дивом уникнувши потрапляння під гвинти теплохода, він надів ласти, маску і трубку і вплав попрямував до берега. Без сну, їжі і пиття, не маючи морського спорядження (навіть компаса), Курилов стверджував, що плив у відкритому океані майже три доби. Орієтувався спочатку — по напрямку руху лайнера, з якого він стрибнув, потім — по сонцю і зірках. Він залишився живий, вибравшись на берег острова Сіаргао (Філіппіни). Через проблеми з навігацією і течіями, плановані вісімнадцять кілометрів перетворилися майже в сто. Виявленій Куриловим витривалості сприяли, з його слів, багаторічні заняття йогою.
Натомість, відповідно до звіту Associated Press, базованому на інформації, поданій владою Філіппін, який було оприлюднено на декілька днів пізніше, його знайшов місцевий рибалка, коли Курилов «учепився в дрейфуючий рибальский човен».
Філіппінці доставили Курилова в місто Кагаян-де-Оро на острові Мінданао і інформація про його втечу потрапила в міжнародну пресу.
Після розслідування, проведеного філіппінською владою, і перебування в ув'язненні, за допомогою сестри був переправлений до Канади, де отримав канадське громадянство.
Про втечу повідомила радіостанція «Голос Америки». Курилов був заочно засуджений в СРСР до 10 років позбавлення волі за зраду Батьківщини.

### Після втечі
У Канаді Курилов спочатку був різноробом у піцерії, потім працював у канадських і американських фірмах, що займаються морськими дослідженнями (пошуки корисних копалин) в районі Гавайських островів, працював у Арктиці, займався океанографічними дослідженнями в екваторіальних водах.
Під час однієї з робочих поїздок до США зустрівся там з ізраїльськими літераторами Олександром і Ніною Воронель. За їх запрошенням побував в Ізраїлі, познайомився там з Оленою Генделевою.
1986 року, одружившись з Генделевою, оселився в Ізраїлі, став співробітником Хайфського океанографічного інституту. У 1986 році ізраїльський журнал «22» повністю опублікував повість Курилова «Утеча». Уривки з повісті були опубліковані в 1991 році в журналі «Огонёк» і принесли автору звання лауреата премії журналу. Передмову до книги написав російський прозаїк і дисидент Василь Аксьонов.
Загинув 29 січня 1998 року під час водолазних робіт на Тіверіадському озері в Ізраїлі. Звільняючи разом з напарником від риболовецьких сіток установлену на дні апаратуру, Курилов заплутався в сітках і витратив усе повітря. Похований в Єрусалимі на маловідомому кладовищі німецької громади темплерів.

## Переклади українською
- Слава Курилов. «Сам в океані» / Пер. з рос. Петр Ромк, Леонід Кононович. — К. : Час майстрів, 2023. — 248 с. — (Рекомендуємо прочитати) — 1500 прим. — ISBN 978-966-915-241-1.

## Пам'ять
У 2012 році режисер Олексій Літвінцев зняв документальний фільм про Курилова «Один в океані». Прем'єра відбулася 16 грудня 2012 року.
У 2017 році український гурт Антитіла випустив кліп на пісню «TDME», знятий як міні-історія втечі Станіслава Курилова. Роль Курилова в ньому зіграв багаторазовий чемпіон світу з плавання Олег Лісогор. Реліз кліпу відбувся 22 грудня.